# Argathona setosa
Argathona setosa är en kräftdjursart som beskrevs av Richardson 1910. Argathona setosa ingår i släktet Argathona och familjen Corallanidae. Inga underarter finns listade i Catalogue of Life.